# Geeta Basra
Geeta Basra (punjabi: ਗੀਤਾ ਬਸਰਾ), född 13 mars 1984, är en indisk skådespelare som har spelat i flera Bollywoodfilmer.

## Privatliv
Basra gifte sig med den indiska kricketlandslagsspelaren Harbhajan Singh den  29 oktober 2015 i Jalandhar, Punjab.

## Filmografi
| År   | Titel               | Roll                | Språk   | Medspelare                                                    | Kommentarer |
| ---- | ------------------- | ------------------- | ------- | ------------------------------------------------------------- | ----------- |
| 2006 | Dil Diya Hai        | Neha                | Hindi   | Emraan Hashmi Ashmit Patel                                    | Debutfilm   |
| 2007 | The Train           | Roma                | Hindi   | Emraan Hashmi Sayali Bhagat                                   |             |
| 2013 | Zilla Ghaziabad     | Specialframträdande | Hindi   | Sanjay Dutt Arshad Warsi Vivek Oberoi Charmy Kaur Ravi Kishan |             |
| 2014 | Mr Joe B. Carvalho  | Gehna               | Hindi   | Arshad Warsi Soha Ali Khan Javed Jaffrey                      |             |
| 2014 | Bhaiyyaji Superhit  |                     | Hindi   | Sunny Deol Preity Zinta Arshad Warsi                          |             |
| 2015 | Second Hand Husband | Neha                | Hindi   | Dharmendra Gippy Grewal Tina Ahuja                            |             |
| 2015 | Lock                |                     | Punjabi | Gippy Grewal Gurpreet Ghuggi                                  |             |